# Dan tian

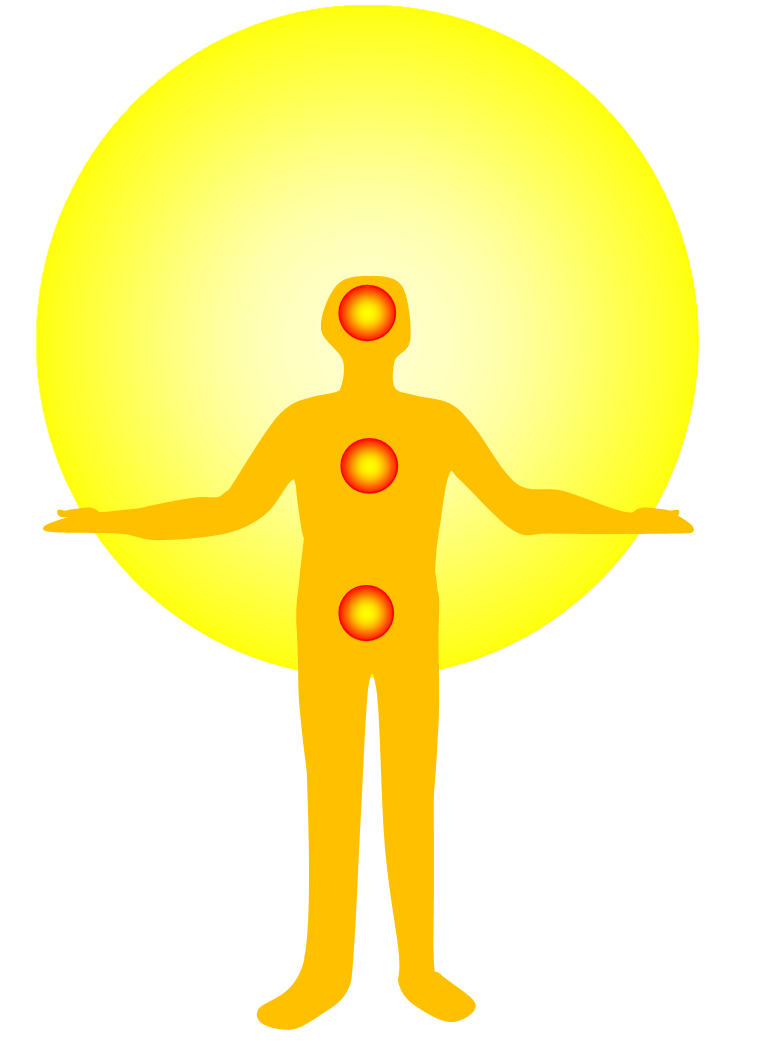
I tre dan tian

Il Dan tian (cinese: Dāntián 丹田; giapponese: Tanden 丹田; coreano: 단전 DanJeon 丹田; tailandese Dantian ตันเถียน) letteralmente significa "campo (tian) di elisir (dan)" ed è, nella fisiologia della Medicina tradizionale cinese, il luogo nel corpo dove il chi (in Pinyin qi, 气 ) viene conservato, accumulato e dal quale poi si irradia nei diversi meridiani del corpo. Si collega all'Alchimia Interiore del taoismo, alle tecniche meditative interne di origine cinesi, alle arti marziali cinesi, in particolare a quelli Neijia.
In Wade-Giles è reso come Tan T'ien.
Generalmente, nonostante i Dantian siano tre, viene considero come vero Dantian, il Campo di Cinabro Inferiore.

## Il Significato
Dantian si compone di due ideogrammi:
- Dan (丹) che viene tradotto con Rosso, Pillola, Polveri farmaceutiche;
- Tian (田) che viene tradotto con Campo, Appezzamento, Terreno Coltivato.[1]

Questa è l'interpretazione che ne dà Huai-chin Nan:
Tan significa la pillola dell'immortalità. Tien significa un campo.
Questa invece la traduzione resa da un testo in inglese da parte di Elisabetta Valdrè: dantian... significa letteralmente "campo dell'elisir"

## Origini
Questo elemento di fisiologia della Medicina tradizionale cinese proviene dalle antiche teorie cinesi ed è diventato parte fondamentale delle idee su cui si basa l'Alchimia Interiore (内丹 , Neidan) di Ge Hong (circa 283-343):
(Attilio Andreini e Maurizio Scarpari, Il Daoismo, p. 59.)

## La teoria

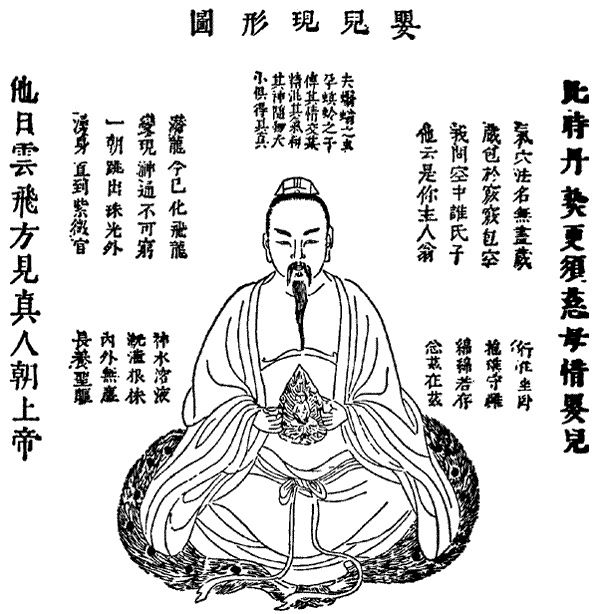
Sviluppo del nucleo immortale del dantian inferiore nell'adepto taoista.

Oggi la parola Dantian indica tre punti ben precisi nel corpo umano che sono in strettissima correlazione coi cosiddetti "tre tesori" della MTC:
1. il dantian superiore (上丹田, Shang Dantian) , localizzato tra le sopracciglia nel centro della testa[5], sede dell'energia spirituale o "Shen" (da cui il nome di Shen dantian). Questo campo superiore nella visione interiore del corpo Taoista è un luogo abitato da spiriti celesti, con nove "paradisi" dominati da altrettanti imperatori celesti. Al centro campeggia il Palazzo niwan (泥丸, traducibile con Pastiglia di Fango)[6], il cervello;
2. il dantian medio (中丹田, Zhong Dantian), posto in corrispondenza dello sterno, sede del soffio vitale o "Qi" (qi dantian). Cioè Si trova nel punto centrale del torace all'altezza del petto[2]. Questo campo centrale nella visione interiore Taoista, è situato nel Palazzo Rosso Scuro o Purpureo (Jianggong 绛宫, spesso reso con Palazzo Scarlatto), cioè il cuore. In questo luogo l'infante infila le perle[7], descrizione poetica che potrebbe designare o le sette stelle (Qixing) dell'Orsa Maggiore, oppure le ingestioni di saliva. Infatti lo spirito preposto a questo campo ha la capacità di trasformare la saliva in sangue. Il campo mediano è anche detto Palazzo del Sud (Nangong, 南宫), Camera Spirituale (Shenshi, 神室) ed è correlato al Trigramma Li. Lo spirito che vi dimora viene detto Origine del Cinabro (Danyuan,丹元) o Guardiano degli Spiriti (Shouling, 守灵)[7];
3. il dantian inferiore (下丹田, Xia Dantian), che corrisponde approssimativamente al centro di massa del corpo umano, è posto nell'addome, approssimativamente tre o quattro dita sotto l'ombelico. Esso è l'origine dell'essenza vitale o "Jing" (Jing dantian). Questo campo inferiore nella visione interiore del corpo Taoista è un luogo paragonato a un campo coltivato dal bue di ferro che vi semina la moneta d'oro[8]. Questa immagine sta a simboleggiare la trasformazione del "grano" di cinabro in Embrione Immortale. Tale trasmutazione avviene seguendo il corso delle Quattro Stagioni e nel segno del Fuoco. La Milza o Corte Gialla (Huangting, 黄厅) ha una posizione centrale in questo campo e governa le stagioni. Questo campo è associato al Trigramma Kun. Lo spirito legato a questa area si chiama Dimora Permanente (Changzai) e Arresto delle Anime Celesti (Hunting).

A tali punti non corrisponde alcun organo, ma sono essenziali nella Medicina tradizionale cinese che vede l'organismo costituito da una somma di elementi fisici, energetici e spirituali: il cinabro è, infatti, un minerale dall'aspetto rossiccio (ancora oggi fonte principale di mercurio) che nell'alchimia cinese è la materia prima della pietra filosofale; il termine campo è, invece, mutuato dal vocabolario agricolo e richiama l'idea di coltivazione.
Si ritiene che concentrando il Qi nel Dantian Inferiore, ciò porti beneficio allo stato di salute.

## Il Dantian ed il Qigong
In Cina sono stati condotti degli esperimenti con l'utilizzo dell'Agopuntura, del Qigong (attraverso il controllo mentale), di altre pratiche di Medicina tradizionale cinese, che hanno dimostrato come la stimolazione del Campo di cinabro inferiore, influisca in maniera positiva sul sistema nervoso, sull'apparato endocrino e sui cosiddetti organi interni.
Il Campo di cinabro superiore  svolge la sua funzione tramite lo Shen, cioè favorisce questi processi tramite la concentrazione mentale, che deve essere utilizzata per entrare in uno stato di quiete che incrementa il benessere mentale.
(Cen Yuefang, I fondamenti del Qigong, p. 34.)
Nel Qigong come anche nelle arti marziali cinesi, si vuole far scendere il Qi nel Dantian (inferiore), tramite la respirazione. Ciò significa che consapevolmente devo cercare di utilizzare pienamente la capacità polmonare per abbassare il diaframma, dando l'impressione di aver riempito l'area del Dantian e di avere effettivamente fatto scendere lì il Qi. Naturalmente ciò causa un miglioramento delle facoltà respiratorie e determina un massaggio degli organi interni.
(Chang Dsu Yao e Roberto Fassi, Enciclopedia del Kung Fu Shaolin, p. 57.)

## Il Dantian ed il Taijiquan
Ai praticanti del taijiquan è, in particolare, richiesto di prendere piena e completa coscienza del proprio jing dantian che deve essere utilizzato per dirigere tutti i movimenti evitando ogni tensione dell'addome. Esercizi specifici per conoscere il dantian sono quelli di chan si gong e Qi gong.
Mentre si pratica un Taolu di Taijiquan ogni movimento deve prendere origine dal Dantian, punto in cui 
(Flavio Daniele, Le tre vie del Tao, p. 49.)
Secondo Flavio Daniele, nel Taijiquan stile Yang ci si concentra sul far scendere il Qi nel Dantian, mentre nel Taijiquan stile Chen si ha in aggiunta l'attenzione sui movimenti ondeggianti.
Per Lam Tu-ky il Dantian nel Taijiquan stile Chen deve essere utilizzato come motore del movimento degli arti e del corpo. Si segue la regola secondo la quale se l'interno non si muove anche l'esterno non si muove, cioè deve essere sempre il Dantian a muoversi per primo, seguito dal movimento degli arti. Il movimento del Dantian è Rotatorio e va in tutte le direzioni, seguendo due principi di spostamento: sinistra-destra (piano orizzontale) e avanti-dietro (piano verticale).

## I Dantian ed i Chakra
Esiste una certa somiglianza tra i Dantian ed i Chakra. Per esempio, per quanto riguarda il Dantian inferiore, esso corrisponde approssimativamente al concetto indiano del manipura, o al chakra della filosofia yoga, visto come la sede del prana che si irradia esternamente all'intero corpo. Anche Flavio Daniele individua dei Chakra dello Yoga nelle zone dei tre Dantian: nella zona del Dantian inferiore i chakra Muladhara e Svadishthana; nella zona del Dantian mediano i chakra Manipura e Anahata; nella zona del Dantian superiore i chakra Visuddha, Ajina e Manipura.
Però: 
(Huai-chin Nan, Tao e Longevità, p. 19)